# سفارت آرژانتین در مسکو
سفارت آرژانتین در مسکو (به لاتین: Embassy of Argentina) یک منطقهٔ مسکونی و نمایندگی سیاسی این کشور در روسیه است که در مسکو واقع شده‌است.